# Eric Zachrisson
Eric Wilhelm Zachrisson (Borg, Norrköping, 8 september 1980) is een voormalig Zweeds langebaanschaatser. Hij nam eenmaal deel aan de Olympische Spelen, maar won bij die gelegenheid in Turijn geen medailles.
In zijn actieve tijd was hij aangesloten bij SK Winner in Örebro. In 2008 trouwde hij met de Nederlandse schaatser Mirjam de Joode.

## Persoonlijke records
| Afstand      | Tijd     | Datum            | Baan           |
| ------------ | -------- | ---------------- | -------------- |
| 500 meter    | 35,44    | 20 november 2005 | Salt Lake City |
| 1000 meter   | 1.09,84  | 19 november 2005 | Salt Lake City |
| 1500 meter   | 1.48,71  | 20 maart 2003    | Calgary        |
| 3000 meter   | 4.00,76  | 15 november 2002 | Erfurt         |
| 5000 meter   | 6.52,60  | 19 maart 2003    | Calgary        |
| 10.000 meter | 14.56,12 | 20 maart 2003    | Calgary        |

## Resultaten
| Jaar | NK Sprint | NK Allround | WK Sprint | WK Afstanden       | Olympische Spelen | WK Junioren |
| ---- | --------- | ----------- | --------- | ------------------ | ----------------- | ----------- |
| 1998 |           |             |           |                    |                   | NC21        |
| 1999 |           |             |           |                    |                   | NC27        |
| 2000 |           |             |           |                    |                   | NC20        |
| 2001 | 6e        | Brons       |           |                    |                   |             |
| 2002 | Goud      |             |           |                    |                   |             |
| 2003 |           | NS4         |           |                    |                   |             |
| 2004 | Goud      |             |           |                    |                   |             |
| 2005 |           |             | 25e       | 19e 500m 24e 1000m |                   |             |
| 2006 |           |             | 18e       |                    | 20e 500m DQ 1000m |             |
| 2007 | 4e        |             |           |                    |                   |             |

DQ# = gediskwalificeerd op # afstand, NS# = niet gestart op # afstand,
NC# = niet gestart op de vierde afstand, maar wel als # geklasseerd in de eindrangschikking